# Université du Nord de l'Illinois
L’université du Nord de l'Illinois (en anglais : Northern Illinois University) est un établissement d’enseignement supérieur public situé à DeKalb (Illinois, États-Unis), à 104 km à l’ouest de Chicago.

## Présentation
Fondée en 1895, elle a le statut d’université d’État. Sa dotation dépasse les deux millions de dollars et elle compte environ 25 000 étudiants. Elle appartient à la National Association of State Universities and Land Grant Colleges (NASULGC).
Le jeudi 14 février 2008, l’université de Northern Illinois fut le théâtre d’un massacre au cours duquel cinq étudiants furent tués et seize autres blessés avant que le meurtrier ne retourne l’arme contre lui.

## Personnalités liées à l'université

### Étudiants
- Samantha Irby, comédienne